# 郎將 (星官)
郎将是中国古代星官名，属三垣之中的太微垣，为中国古代武官中郎将的简称，指職掌宮禁衛軍、隨行護駕、協助郎中令考核選拔郎官及從官。郎将星官由一颗星组成，在现在通用的88星座中属于后发座。

## 郎将一星
- 郎将，后发座31，视星等4.95

## 郎将增二星
清钦天监1752年编成《仪象考成》星表，郎将增加了2颗肉眼可见的星。

## 古書記載
- 《史记正义》：「郎將一星在郎位東北，所以為武備，今之左右中郎將。」